# Erzhäuser
Erzhäuser ist ein Ortsteil der Gemeinde Bodenwöhr im Oberpfälzer Landkreis Schwandorf (Bayern).

## Geografie
Erzhäuser liegt im Osten von Bayern in der Oberpfalz im Naturpark Oberer Bayerischer Wald, an der Staatsstraße 2398 von Neunburg vorm Wald nach Bodenwöhr.

## Geschichte
In der Gegend zwischen Erzhäuser, Windmais, Pingarten, Buch und Taxöldern wurde vom Mittelalter bis 1882 Eisenerz abgebaut.

## Steuerdistrikt
Zum Steuerdistrikt Buch gehörten zu Beginn des 19. Jahrhunderts Blechhammer, Buch und Erzhäuser.
Das Königreich Bayern wurde 1808 in 15 Kreise eingeteilt. Diese Kreise wurden nach französischem Vorbild nach Flüssen benannt (Naabkreis, Regenkreis, Unterdonaukreis usw.). Die Kreise gliederten sich in Landgerichtsbezirke. Der Landgerichtsbezirk Neunburg vorm Wald hatte 55 Steuerdistrikte, darunter Buch mit Erzhäuser, Windmais und Blechhammer.

## Gemeindebildung
Die Landgerichtsbezirke wiederum sollten in einzelne Gemeindegebiete eingeteilt werden. 1820/21 entstand die Gemeinde Erzhäuser mit 17 Familien.

### Einwohnerentwicklung
Einwohnerentwicklung in der Gemeinde Erzhäuser von 1840 bis 1975:
| Jahr      | 1840 | 1861 | 1867 | 1871 | 1890 | 1900 | 1910 | 1919 | 1933 | 1939 | 1946 | 1950 | 1961 | 1975 |
| Einwohner | 303  | 350  | 345  | 351  | 371  | 363  | 377  | 385  | 375  | 391  | 469  | 476  | 389  | 443  |

Am 1. Mai 1978 wurde die Gemeinde Erzhäuser und Gebietsteile der aufgelösten Gemeinde Altenschwand nach Bodenwöhr eingemeindet.